# Великомостовская городская община
Великомостовская городская община (укр. Великомостівська міська громада) — территориальная община в Шептицком районе Львовской области Украины.
Административный центр — город Великие Мосты.
Население составляет 16 084 человека. Площадь — 321,1 км².

## Населённые пункты
В состав общины входит 1 город (Великие Мосты) и 16 сёл:
- Боровое
- Боянец
- Бутыны
- Верины
- Волица
- Дворцы
- Зарека
- Куличков
- Купичволя
- Лесовое
- Поддолгое
- Подрека
- Пристань
- Реклинец
- Стремень
- Шишаки